# Cássio (ur. 1987)
Cássio Ramos (ur. 6 czerwca 1987 w Veranópolis) – brazylijski piłkarz występujący na pozycji bramkarza. Od 2024 roku gra w Cruzeiro.

## Kariera klubowa
Cássio Ramos zawodową karierę rozpoczynał w 2006 roku w zespole Grêmio Porto Alegre. Zadebiutował w nim 26 października w wygranym 2:1 spotkaniu przeciwko Fluminense Rio de Janeiro. Drużyna „Imortal Tricolor” zajęła trzecie miejsce w rozgrywkach pierwszej ligi brazylijskiej.
W 2007 roku Cássio podpisał kontrakt z PSV Eindhoven. Od początku pobytu w nowym klubie Ramos był tam rezerwowym dla Szweda Andreasa Isakssona. W sezonie 2007/2008 Brazylijczyk wywalczył ze swoją drużyną mistrzostwo Holandii, a w ekipie „Boeren” zadebiutował 18 stycznia 2009 roku w zremisowanym 1:1 pojedynku ligowym z Rodą Kerkrade. 29 stycznia został natomiast wypożyczony do Sparty Rotterdam, gdzie do końca sezonu rozegrał 14 meczów.
W 2012 roku drużyna Corinthians wygrała Klubowe Mistrzostwa Świata, a Cássio Ramos został uhonorowany Złotą Piłką dla najlepszego gracza turnieju.

## Kariera reprezentacyjna
Cássio ma za sobą występy w młodzieżowej reprezentacji Brazylii do lat 20. Uczestniczył z nią między innymi w Mistrzostwach Świata U-20 2007. Drużyna „Canarinhos” dotarła na tym turnieju do 1/8 finału, a sam Ramos wystąpił we wszystkich czterech pojedynkach.
Do dorosłej kadry wychowanek Grêmio po raz pierwszy został powołany w marcu 2008 roku na towarzyskie spotkanie przeciwko Chile - w meczu tym jednak nie zagrał. Zadebiutował 10 listopada 2017 w meczu towarzyskim przeciwko Japonii.

## Sukcesy

### Klubowe
Grêmio
- Campeonato Gaúcho (1): 2006

PSV Eindhoven
- Eredivisie (1): 2007-08
- Johan Cruijff Schaal (1): 2008

Corinthians
- Copa Libertadores (1): 2012
- Klubowe Mistrzostwo Świata (1): 2012
- Mistrz stanu São Paulo (3): 2013, 2017, 2018
- Recopa Sudamericana (1): 2013
- Campeonato Brasileiro (2): 2015, 2017

### Reprezentacyjne
- Mistrzostwa Ameryki Południowej U-20 (1): 2007
- Superclássico das Américas (1): 2012
- Copa América (1): 2019

### Indywidualne
- Najlepszy bramkarz w Copa Libertadores: 2012
- Złota Piłka Klubowych Mistrzostw Świata: 2012
- Najlepszy zawodnik w finale Klubowych Mistrzostw Świata: 2012
- Prêmio Craque do Brasileirão: 2015
- Troféu Mesa Redonda dla najlepszego bramkarza: 2015, 2017
- Złota Rękawica dla najlepszego bramkarza w Copa do Brasil: 2018
- Najlepszy Bramkarz w Campeonato Paulista: 2019
- Craque da Galera Campeonato Paulista: 2019